# Violència verbal
La violència verbal és un tipus de violència.
Moltes cultures tenen dites i expressions similars que afirmen que les paraules són inofensives, de manera que estableixen una tradició d'ignorar les agressions verbals. Malgrat açò, un ús regular i sistemàtic de l'agressió verbal dirigit als aspectes en què una persona és especialment sensible implica un maltractament verbal.
Una relació funcional es caracteritza perquè els membres de la parella descobreixen els punts sensibles i es cuiden de no ferir-se en eixe aspecte. Quan s'empra el maltractament verbal es pretén especialment dirigir-lo cap a aquests punts sensibles amb determinades paraules i tons de veu.
Un maltractament verbal pot tractar els temes relacionats amb la pròpia persona, com menysprear-la, ridiculitzar-la, insultar-la, criticar els éssers estimats de la persona o amenaçar-la amb altres formes de violència contra aquesta persona o altres que aquesta persona aprecia. El maltractament verbal pot tractar el rerefons cultural de la víctima (religió, cultura, idioma, orientació sexual percebuda i/o tradicions).
La violència verbal de gènere pot incloure comentaris i acudits.